# Minolta AF 70-210mm f/4
Minolta AF 70-210mm f/4 – obecnie wycofany z produkcji teleobiektyw przeznaczony dla zaawansowanych amatorów do lustrzanek z bagnetem A. 
Produkcję w 1985r. rozpoczęła Minolta, sam obiektyw jest konstrukcji metalowej z gumowym karbowaniem pierścienia ostrości. Przesłona pracuje w zakresie f/4 - f/32, a maksymalne powiększenie to 1:4. Podczas zmiany ogniskowej obiektyw nie zmienia swojej długości ani nie porusza przednią soczewką, która to jest używana do ustawienia ostrości, wysuwając się do przodu oraz obracając.
Obecnie obiektyw potocznie nazywa się flintą, jest jedną z najpopularniejszych konstrukcji Minolty na rynku wtórnym.